# 被害妄想

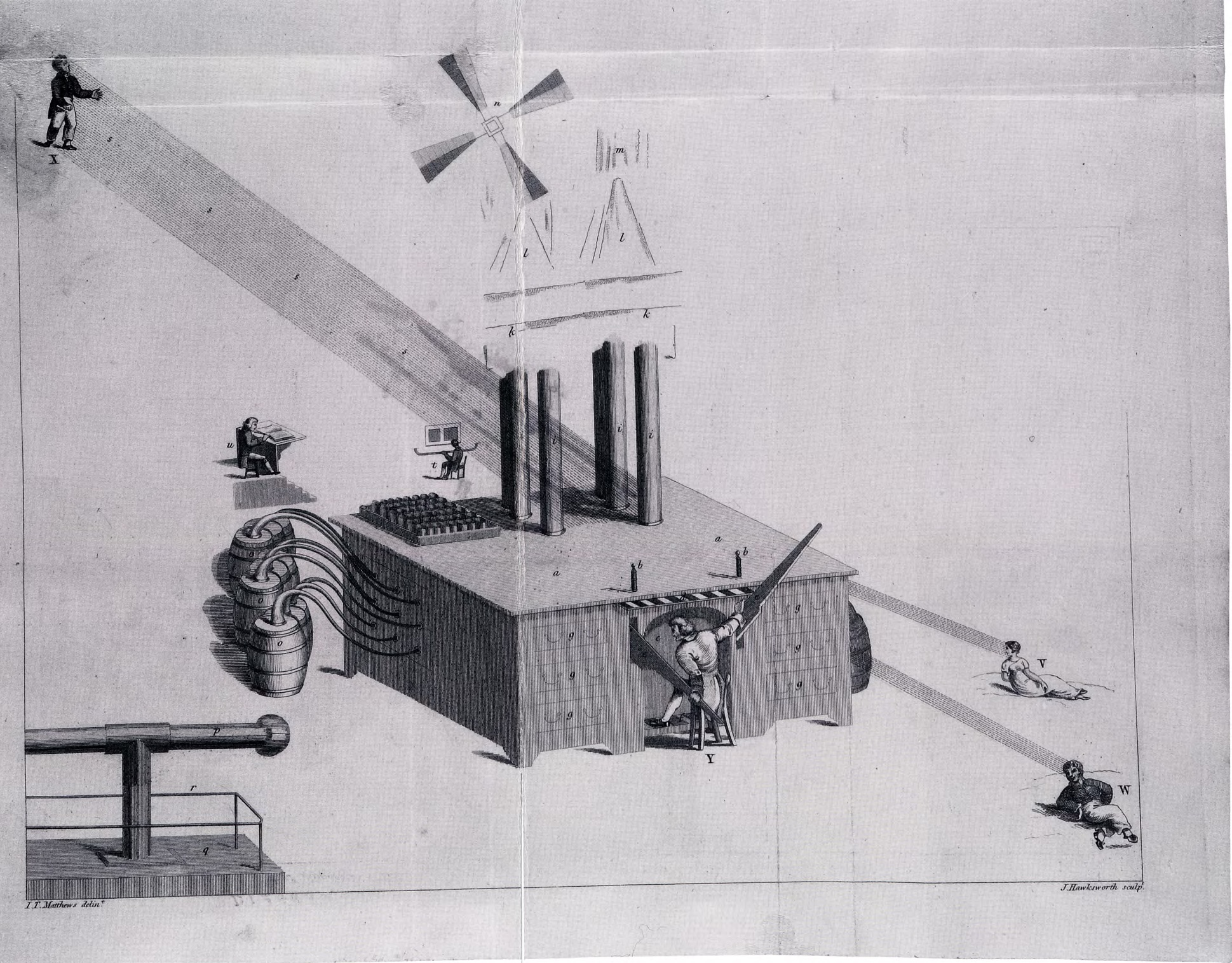
James Tilly Matthews幻想的空气织布机绘图，他坚信一群间谍使用该空气织布机折磨他

被害妄想（英語：persecutory delusion）是一种在没有客观依据的情况下，坚信自己正遭受他人或群体恶意迫害的错误信念。不同个体的妄想内容具有较大差异，其内容可从相对合理的猜疑（尽管事实上仍不可能），到完全脱离现实的荒诞想法。该症状可见于各种疾病，但在精神病性障碍中最为常见。
被害妄想是最常见的妄想类型，与其他妄想类型相比，被害妄想更可能将妄想付诸行动，如因恐惧而拒绝出门，或感到威胁而做出暴力行为。此外被害妄想也常伴焦虑、抑郁、自卑乃至自杀意念等症状。
被害妄想可由精神障碍和其他影响中枢神经系统的疾病、物质引起。该症状较不易治疗，最常见的治疗方法是认知行为疗法和抗精神病药物治疗，在症状较为严重时需住院治疗。诊断标准可参考《精神障碍诊断与统计手册》第五版（DSM-5-TR）或《国际疾病分类》第十一版（ICD-11）。

## 症状
被害妄想是最常见的妄想类型，同时也是精神病性症状中的常见症状，超过70%的首次出现精神病性症状患者都报告存在被害妄想，具体表现为患者坚信自己正在或即将遭受他人伤害，即使这完全与事实相悖。该症状常见于精神分裂症、分裂情感性障碍、妄想障碍、双相情感障碍的躁狂发作、精神病性抑郁症、痴呆:73、边缘型人格障碍与偏执型人格障碍:369等疾病中。不同疾病中的妄想程度与内容不尽相同。如妄想障碍的妄想尽管事实上仍不可能，但并未完全脱离实际，内容和逻辑都相对合理、自洽:136；而精神分裂症患者的妄想症状往往荒诞离奇，完全脱离现实基础:117。
研究表明，近半被害妄想患者位于心理幸福感最低的2%人群中，并常伴发焦虑、抑郁、睡眠障碍、自卑、反刍思维、自杀意念等症状。与广泛性焦虑症类似，被害妄想患者常处于高度焦虑的状态，且焦虑程度与妄想的持续性具有因果性，焦虑程度越高妄想持续越长。心智理论认为，被害妄想患者常处于高度焦虑状态是因为更难理解自己以及周围人类的心理状态，由此导致对他人意图的误解。此外，患者想象中的迫害者的能力与患者自身对妄想的控制能力负相关，这种相关性越强，共病抑郁和焦虑的风险就越高。在城市环境中，外出活动会显著加剧患者的偏执、焦虑、抑郁水平，同时导致对自我的积极想法减少。患者普遍存在运动量不足的问题，患高血压、糖尿病和心血管疾病的风险较常人显著升高，平均寿命较普通人群缩短14.5年。
与其他妄想类型相比，被害妄想患者根据妄想采取行动的风险最高。这类行为包括因害怕受到伤害而闭门不出，或因感到威胁而采取暴力行为。安全行为也很常见，即个体会采取行动以避免妄想中的威胁发生。最常见的安全行为是回避行为，患者可能避开自认为危险的区域。此外，一些个体也会采取积极措施减轻威胁，如仅与可信赖者同行、改换其他路线隐蔽自身、提高警惕或做好反击准备。

## 病因
精神病性症状根据病因差异可分为原发性与继发性两种：前者直接由精神障碍引发，后者由其他疾病或者物质引发。作为精神病性症状常见症状的被害妄想同样如此。

### 精神障碍
丹尼尔·弗里曼认为每个人都会有偏执想法，被害妄想只是处于偏执连续体的末端，与普通的偏执想法并无质的区别，二者的成因都是相同的。促使普通偏执想法向被害妄想转变的，是致病因素的数量与强度形成的剂量反应关系。不过该观点在学术上仍存在争议。以下列出的均为通过医学实验或者在临床上发现的可能导致被害妄想症状的诱因。
研究发现，被害妄想的形成可能受过往经历的影响。例如，一项针对有被害妄想症状的精神分裂症患者的研究指出，这些患者的童年与对照组相比更多地遭受情感虐待。而社会经济地位低下、教育机会匮乏、早年生活经历（如遭受歧视、羞辱、威胁）、移民身份等因素可能会进一步促进被害妄想的形成。这类个体常以担忧而非质疑的方式应对妄想，使得这种担忧促进了被害妄想的形成与维持。但应当鉴别诊断经历过酷刑、政治暴力或歧视个体所表达的恐惧。部分恐惧只是个体对创伤事件复现或创伤后症状的强烈恐惧，但却可能被误判为被害妄想。区分适当恐惧和被害妄想的关键在于考虑创伤性质，仔细评估个体的恐惧是否合理。
一项研究认为，被害妄想与自我-他人控制能力缺陷有关，即个体在社交互动中难以区分自我与他人的精神状态、行为与情绪。由于这种缺陷，个体可能会将自身的负面想法和情绪错误地归因于他人。另一种理论认为，被害妄想源于自卑。当威胁出现时，个体会通过将责任归咎于他人来保护自己免受负面情绪影响。
此外遗传因素也是导致被害妄想因素之一，具有精神分裂症和妄想障碍家族史个体产生妄想症状的风险更高。该风险受个体所处环境影响，环境中诱发妄想的风险越多，触发妄想所需的遗传风险阈值就越低。被害妄想实际是多种因素交互作用引发的，具体诱因在不同个体中可能存在差异。每个诱因都可视为某个充分不必要条件中的必要不充分部分，单一因素仅增加妄想发生的概率。

### 其他疾病或物质
大脑中的化学失衡（如神经递质）与物质滥用也可导致被害妄想（该种被害妄想被称为物质所致精神病性障碍），此处的物质具体包括酒精与新精神活性物质:99、中枢神经兴奋剂等特定药物:89。一些如维生素 B12缺乏症、神经性梅毒、自身免疫性脑炎、帕金森病（常出现于诊断10年后）:34等影响中枢神经系统的疾病也可能出现被害妄想症状（此种被害妄想症状被称为器质性精神障碍）。

## 治疗
被害妄想治疗难度大且具有治疗抵抗性。由于被害妄想是多种疾病的可能症状，因此需结合实际病因加以治疗。例如，对于精神分裂症谱系障碍引发的被害妄想，抗精神病药物是治疗的主要药物。第一代抗精神病药和第二代抗精神病药都可能具有疗效。而对于物质所致精神病性障碍、器质性精神障碍所引起的被害妄想则需要结合具体病因进行治疗。由于被害妄想常伴随焦虑情绪，使用认知行为疗法处理这种焦虑情绪已被证实可减少妄想发作频率、改善心理健康状况并减少反刍思维。另外有研究表明虚拟现实认知疗法可有效减少偏执思维和心理困扰。该疗法让患者沉浸于模拟现实世界的虚拟环境中，但大大减少了患者的恐惧感。通过引导患者在无安全行为的状态下探索周边环境，帮助其认识到所感知的威胁缺乏事实依据。

## 诊断
《精神疾病诊断与统计手册》（DSM-5-TR）列举了11种妄想类型，《国际疾病分类》（ICD-11）定义了15种妄想类型，二者均包含被害妄想。其指出，被害妄想表现为患者坚信自身或亲近之人正遭受恶意对待，具体可包括认为自己被下药、监视、伤害、嘲弄、欺骗、密谋陷害、迫害或骚扰等，并可能通过举报、采取行动或暴力反击等方式应对妄想中的威胁:106。